# 天才児の一覧

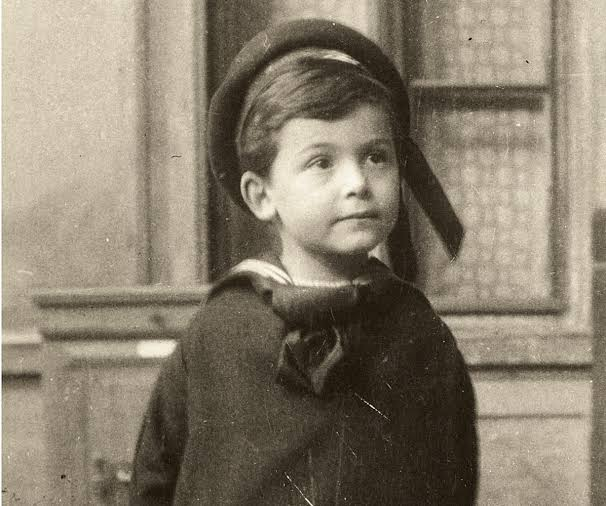
子供の頃のジョン・フォン・ノイマン

心理学研究の文献において、天才児の一覧（てんさいじのいちらん、英: List of child prodigies）とは、10歳未満である分野において成人の専門家レベルの意味のある成果を生み出す人物として定義された人たちのリストである。

## 数学と科学
- ブレーズ・パスカルは、9歳で振動体に関する論文を書き、11歳で最初の証明を石炭の塊で壁に書き、16歳で定理を書いたフランスの数学者、物理学者、宗教哲学者である。パスカルは、パスカルの定理や数学、哲学、物理学における多くの貢献で知られる[4]。

- ジョン・スチュアート・ミルは、イギリスの哲学者であり経済学者である。8歳でラテン語、エウクレイデスの著作、代数学の研究を始めた。約12歳でスコラ学的論理学の徹底的な研究を始め、翌年には政治経済学に触れ、アダム・スミスとデヴィッド・リカードを研究した。

- ノーバート・ウィーナーは、アメリカの哲学者であり数学者である。マサチューセッツ州のエイヤー高校（英語版）を11歳で卒業した。14歳でタフツ大学から数学の学士号を取得し、4年後にハーバード大学で数学の博士号を取得した[5]。その後、マサチューセッツ工科大学の数学部に加わり、確率過程、統計学、サイバネティックス、信号処理の研究に貴重な貢献をした[6]。

- ウィリアム・ジェイムズ・サイディズは、数学と言語の天才児であった。サイディズは18ヶ月でニューヨーク・タイムズを読むことができた。8歳までに独学で8つの言語を習得し、独自の言語を考案した。11歳でハーバード大学に入学し、同年、ハーバード数学クラブで4次元物体に関する講義を行い、全国的な注目を集めた[7]。

- ジョン・フォン・ノイマンは、6歳で「暗算の達人」となり、古典ギリシャ語で冗談を言うことができた[8][9]。8歳で微積分を習得し、12歳で専門の数学者向けの文献を理解することができた。20歳で順序数の厳密な定義を与え、数学への最初の独創的な貢献をした。化学工学の学位と数学の博士号を3年後に取得し、公理的集合論に関する論文を書いた。フォン・ノイマンはその後、数学、経済学、物理学、コンピュータサイエンスに数多くの貢献をした[10]（注：多くの数学者が子供の頃から暗算の達人（英語版）であった。暗算は数学と混同してはならない）。

- レフ・ランダウは、13歳で微積分を習得したソビエトの物理学者である。同年、バクー・ギムナジウムを13歳で卒業した。18歳で分子物理学に関する最初の科学論文を書いた。ランダウは今日、量子力学、反磁性、熱力学、プラズマ物理学（英語版）、超流動性、超伝導性に関する研究で最もよく知られている。1962年に凝縮系物理学への貢献により、ノーベル物理学賞を受賞した。また、彼の学生の一人であるエフゲニー・リフシッツと共に一連の教科書を共著した[11]。

- チャールズ・フェファーマンは14歳で大学に入学し、20歳で数学の博士号を取得した。2年後にシカゴ大学の教授に任命され、25歳でプリンストン大学の正教授となった。彼は現代数学解析の研究で知られている[12]。1978年にフィールズ賞を受賞した[13]。

- ノーム・デイビッド・エルキーズ（英語版）は、15歳でニューヨーク市のスタイベサント高校（英語版）を卒業した。その後コロンビア大学に入学し、16歳でウィリアム・ローウェル・パットナム数学競技会（英語版）で金メダルを獲得し、3年で首席で卒業した。26歳でハーバード大学で最年少でテニュアを獲得した[14]。彼は楕円曲線の専門家である[15]。さらに、ハーバード大学で演奏する音楽家でもあり[14]、アメリカ合衆国チェス連盟の競技チェスプレイヤーでもあった[16]。チェスパズルの作成と解決に才能がある[16]。

- テレンス・タオは、7歳で高校レベルの数学を学び、2年後に大学に入学した[17]。10歳で国際数学オリンピックでメダルを獲得し、史上最年少での受賞者の一人となった。ジョンズ・ホプキンスの卓越した才能の研究（英語版）プログラムの歴史の中で、8歳でSAT数学セクションで700点以上を獲得した3人の子供の1人である。タオは760点を獲得した[18]。ジュリアン・スタンレー（英語版）は、数学的早熟者の研究（英語版）のディレクターとして、タオが長年の集中的な探索の中で見出した最大の数学的推論能力を持っていたと述べた[18]。タオはその後、マッカーサー・グラントとフィールズ賞を受賞した[19]。彼は調和解析（データ圧縮への応用を含む）、偏微分方程式、数論、組合せ論など、数学の複数の分野の専門家である[20]。彼の最も有名な結果の一つは、双子素数に関するグリーン・タオの定理（ベン・グリーンとの共同研究による）である[21]。

- エリック・ドメインは7歳で天才児として認識され[22]、20歳でコンピュータサイエンスの博士号を取得した[23]。現在MITのコンピュータ科学者である。また、折紙の数学の専門家でもある[23]。

## 医学
- 矢野祥は、アメリカの医師である。9歳でロヨラ大学に入学し、わずか3年後に首席で卒業した。13歳で、シカゴ大学プリツカー医学部に進学した[24]。

## 人文科学

### 学問
- ジャン＝フィリップ・バラティエ（英語版）は、9歳でフランス語、ドイツ語、ラテン語、ギリシア語、ヘブライ語を知っており、11歳で中世の著作の学術的翻訳を出版した。プロイセン科学アカデミーの外国人会員として認められ、14歳で芸術修士号を取得した。同年に経度を計算するための2つの提案を提出した。19歳で亡くなるまでに、当時のほぼすべての学問分野に触れたと言われている[25]。

- クリスチャン・ハインリヒ・ハイネケン（英語版）は、「リューベックの幼児学者」として知られ、1歳でトーラーを読むことができ、2歳から3歳の間にラテン語で旧約と新約聖書を読んだ。3歳でコペンハーゲンのデンマーク王の前でデンマークの歴史を暗唱した。4歳で亡くなった[26]。

- カール・ヴィッテは、9歳で母国語のドイツ語に加えて、フランス語、イタリア語、ラテン語、英語、ギリシア語を知っており、それらの言語で古典作品を読んだ。同年、ライプツィヒ大学に入学した。13歳で博士号を取得し、16歳で法学博士となり、フンボルト大学ベルリンの教員となった。後にダンテの著名な研究者となった[27]。

## 芸術

### 文学
- ウィリアム・カレン・ブライアントは、10歳で最初の詩を出版し、13歳で政治風刺詩の本を出版した[28]。

- ウィニフレッド・サックビル・ストーナー・ジュニア（英語版）は、5歳でエスペラント語を学び、6歳から新聞や雑誌に韻文を書いて投稿していた。9歳までに韻文、散文、エスペラント語でそれぞれ1冊ずつ、計3冊の本を出版し、さらに2冊を執筆した。同年齢で「歴史、ラテン語、文学、地理学、生理学、修辞学」に精通し、チェスの達人であったと言われている[29]。母親は12歳の時点で「6つの言語で思考を表現し、8つの言語で読み書きができる」と主張し、10冊の本を書いていたと述べた[30]。

- ミヌー・ドルーエ（英語版）は、8歳でフランスの評論家の注目を集め、母親が本当の作者ではないかという臆測を呼んだ。後に自身が作者であることを証明した[31]。

- ニカ・トゥルビナ（英語版）は、8歳で全国的な聴衆の前で自作の詩を朗読した。同年に詩のサイクルを出版し、10歳で詩集を出版した[32]。

### 視覚芸術
- エドマンド・トーマス・クリント（英語版）は、インドの天才児であった[33]。わずか6歳11ヶ月の生涯で25,000点以上の絵画を描いたことで知られている[34]。

- ワン・ヤニ（英語版）は、2歳で絵を描き始め、4歳で作品が展示された。14歳でスミソニアンで最年少の個展を開催した。16歳までに、中国水墨画のスタイルで10,000点以上の絵画を描いた[35][36]。

## ゲーム

### チェス
- チェスの天才児とは、チェスというゲームに対して、その年齢で予想されるものをはるかに超える適性を持つ幼い子供のことである。 その天才的な才能によって、経験豊富な大人のプレイヤーや、チェスの名人と呼ばれる人たちさえも打ち負かすことがしばしばある。 チェスの天才の中には、グランドマスターやチェスの世界チャンピオンにまで成長した者もいる。

### 囲碁
- 仲邑菫は、7歳で日本の全国囲碁大会に出場し、2019年に10歳で最年少のプロ囲碁棋士となった[37][38]。

## その他
一部の子供は有名になり天才児と呼ばれるが、成人の専門家レベルの意味のある成果を生み出しているかどうかは疑問である。
- アーデン・ヘイズ（英語版）は、5歳の時に特定のトピックに関する情報を記憶する能力によって、新聞やテレビ番組に登場した[40]。